# Heteropterys uribei
Heteropterys uribei är en tvåhjärtbladig växtart som beskrevs av José Cuatrecasas. Heteropterys uribei ingår i släktet Heteropterys och familjen Malpighiaceae. Inga underarter finns listade i Catalogue of Life.